# Elisa Oyj
Elisa Oyj (NASDAQ OMX: ELI1V) er en finsk telekommunikationskoncern. Virksomheden er etableret i 1882 som et koorporativ, i dag hvor koncernen er et børsnoteret selskab, er omsætningen på 1,57 mia. Euro (2015) og der er 4.146 ansatte. Mobiltelefoni-divisionen i selskabet var tidligere kendt som Radiolinja.
I dag har Elisa 2.3 mio. privatkunder, erhvervskunder og kunder i det offentlige. Der drives forretning indenfor fastnettelefoni, mobiltelefoni og internet.

## Historie
Elisa blev oprindeligt etableret som et telefonikorporativ under navnet finsk: Helsingin puhelinyhdistys, HPY svensk: Helsingfors telefonförening HTF. HPY begyndte at servicere kunder 6. juni 1882, hvor 56 telefonnumre blev forbundet. i 1884 nåede det årlige antal telefonopkald en million.
HPY begyndte at udvide forretningen i 1930'erne ved at sammenlægge med mindre korporativer og i 1958 nåede virksomheden sit nuværende geografiske dækningsområde. I 1995 blev selskabets juridiske struktur ændret og i år 2000 var selskabet ikke længere et korporativ.
Elisa lancerede sit første kommercielle GSM-netværk i 1991 og verdens første kommercielle UMTS900-netværk lancerede de 8. november 2007.